# اتحاد التيجان
اتحاد التيجان (الاسكتلنديون كان انضمام جيمس السادس ملك اسكتلندا إلى عروش إنجلترا وأيرلندا باسم جيمس الأول، وما ترتب على ذلك من توحيد لبعض الأغراض (مثل الدبلوماسية الخارجية) للعوالم الثلاثة تحت حكم ملك واحد في 24 مارس 1603. أعقب اتحاد التاج وفاة ابنة عم جيمس، إليزابيث الأولى ملكة إنجلترا، آخر ملوك أسرة تيودور.
كان الاتحاد اتحادًا شخصيًا أو عائليًا، حيث ظل تاج إنجلترا وتاج اسكتلندا متميزًا ومنفصلًا - على الرغم من بذل جيمس قصارى جهده لإنشاء عرش «إمبراطوري» جديد لـ «بريطانيا العظمى». استمرت إنجلترا واسكتلندا كدولتين مستقلتين تشتركان في ملك مع أيرلندا (مع فترة خلو العرش في الخمسينيات من القرن السادس عشر خلال الدولة الجمهورية الوحدوية للكومنولث والمحمية) حتى قوانين الاتحاد لعام 1707 في عهد آخر ملوك ستيوارت، آن.

## التوحيد المبكر

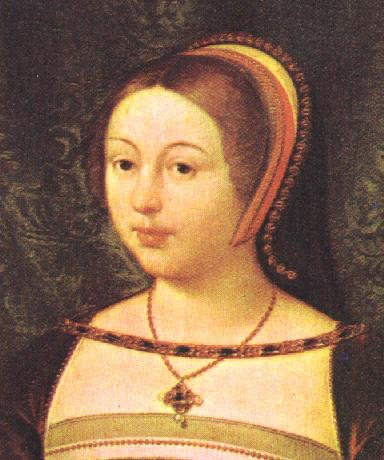
Margaret Tudor.

في أغسطس 1503، تزوج جيمس الرابع ملك اسكتلندا من مارغريت، الابنة الكبرى لهنري السابع ملك إنجلترا، واحتفل الشاعر ويليام دنبار بروح العصر الجديد في الزواج كان نتيجة معاهدة السلام الدائم، التي أبرمت في العام السابق. والتي، من الناحية النظرية، أنهت قرونًا من التنافس الأنجلو-اسكتلندي. دفع الزواج ستيوارت الإسكتلندي إلى خط خلافة تيودور في إنجلترا، على الرغم من عدم احتمال اعتلاء أمير اسكتلندي للعرش الإنجليزي في ذلك الوقت. ومع ذلك، كان الكثيرون في الجانب الإنجليزي قلقين من الآثار الأسرية للزواج، بما في ذلك بعض أعضاء مجلس الملكة. في مواجهة هذه المخاوف، اشتهر هنري السابع بقوله:
السلام لم يدم «إلى الابد». تم الاضطراب في عام 1513 عندما أعلن هنري الثامن ملك إنجلترا، الذي خلف والده قبل أربع سنوات، الحرب على فرنسا. رداً على ذلك، استندت فرنسا إلى شروط تحالف أولد، رباطها القديم مع اسكتلندا. غزا جيمس شمال إنجلترا على النحو الواجب مما أدى إلى معركة فلودن.
في العقود التي تلت ذلك، كانت علاقات إنجلترا مع اسكتلندا مضطربة. بحلول منتصف عهد هنري، اكتسبت مشاكل الخلافة الملكية، التي بدت غير مهمة للغاية في عام 1503، أبعادًا أكبر من أي وقت مضى، عندما دخلت مسألة خصوبة تيودور - أو عدم وجودها - إلى الساحة السياسية مباشرة. تم استبعاد خط مارغريت من الخلافة الإنجليزية، على الرغم من أنه في عهد إليزابيث أثيرت المخاوف مرة أخرى. في العقد الأخير من حكمها، كان من الواضح للجميع أن جيمس السادس ملك اسكتلندا، حفيد جيمس الرابع ومارجريت، كان الوريث الوحيد المقبول بشكل عام.

## انضمام جيمس السادس

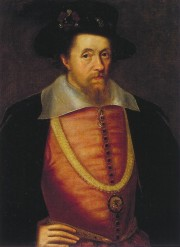
جيمس السادس

منذ عام 1601، في السنوات الأخيرة من حياة إليزابيث الأولى، احتفظ بعض السياسيين الإنجليز، ولا سيما رئيس وزرائها السير روبرت سيسيل، بمراسلات سرية مع جيمس للاستعداد مسبقًا لخلافة سلسة. نصح سيسيل جيمس بعدم الضغط على مسألة الخلافة على الملكة ولكن ببساطة أن يعاملها بلطف واحترام. أثبت هذا النهج فعاليته: «أنا واثق من أنك لن تشك،» كتبت إليزابيث إلى جيمس، «لكن رسائلك الأخيرة يتم أخذها بشكل مقبول لأن شكري لا يمكن أن ينقصك نفس الشيء، ولكن أعطها لك نوعًا من الامتنان.» في مارس 1603، مع وفاة الملكة بوضوح، أرسل سيسيل لجيمس مسودة إعلان عن انضمامه إلى العرش الإنجليزي. تم وضع القلاع الإستراتيجية في حالة تأهب، ووضعت لندن تحت الحراسة. توفيت إليزابيث في الساعات الأولى من يوم 24 مارس. في غضون ثماني ساعات، تم إعلان جيمس ملكًا في لندن، وتم تلقي الأخبار دون احتجاج أو إزعاج.
في 5 أبريل 1603، غادر جيمس إدنبرة متوجهاً إلى لندن، ووعد بالعودة كل ثلاث سنوات (وعد فشل في الوفاء به، وعاد مرة واحدة فقط، في عام 1617، بعد أربعة عشر عامًا من رحيله الأولي)، وتقدم ببطء من مدينة إلى أخرى، بالترتيب. للوصول إلى العاصمة بعد جنازة إليزابيث. استقبل اللوردات المحليون جيمس بكرم الضيافة على طول الطريق؛ وتوافد رعايا جيمس الجدد لرؤيته، مرتاحين قبل كل شيء لأن الخلافة لم تسبب اضطرابات ولا غزوًا. عندما دخل جيمس إلى لندن، تعرض للاعتداء. قال أحد المراقبين إن حشود الناس كانت كبيرة لدرجة أنهم «غطوا جمال الحقول؛ وكانوا جشعين للغاية لرؤية الملك حتى أنهم جرحوا وأصابوا بعضهم البعض». تم تتويج جيمس باللغة الإنجليزية في 25 يوليو، مع رموز مفصلة قدمها شعراء دراميون مثل توماس ديكر وبن جونسون، على الرغم من أنه كان يجب تقييد الاحتفالات بسبب تفشي الطاعون. ومع ذلك، خرجت كل لندن بهذه المناسبة: «بدت الشوارع ممتلئة بالرجال»، كتب ديكر. «كانت الأكشاك بدلاً من البضائع الغنية نصبت بالأطفال، وامتلأت الصناديق المفتوحة بالنساء».
مهما كانت المخاوف المتبقية التي قد يشعر بها الكثيرون في إنجلترا من احتمالية أن يحكمهم اسكتلندي، فإن وصول جيمس أثار مزاجًا من التوقعات العالية. كانت سنوات شفق إليزابيث مخيبة للآمال. وبالنسبة للأمة المضطربة لسنوات عديدة بسبب مسألة الخلافة، كان الملك الجديد رجل عائلة لديه بالفعل ورثة من الذكور ينتظرون في الأجنحة. لكن شهر عسل جيمس كان قصير الأمد؛ وكانت أفعاله السياسية الأولية تفعل الكثير لخلق نغمة سلبية إلى حد ما، والتي كانت لتحويل ملك اسكتلندي ناجح إلى ملك إنجليزي مخيب للآمال. كان أعظمها وأكثرها وضوحًا هو السؤال عن وضعه الدقيق ولقبه. كان جيمس ينوي أن يكون ملكًا لبريطانيا العظمى وأيرلندا. كانت العقبة الأولى على طول هذا الطريق الإمبراطوري هي موقف البرلمان الإنجليزي.
في أول خطاب له أمام تجمعه الجنوبي في 19 مارس 1604، أعطى جيمس بيانًا واضحًا للبيان الملكي:
ربما رفض البرلمان تعدد الزوجات. لكن الزواج، إذا كان الزواج، بين مملكتي إنجلترا واسكتلندا كان يجب أن يكون مورغانيًا في أحسن الأحوال. قوبلت طموحات جيمس بحماس ضئيل للغاية، حيث سارع النواب واحداً تلو الآخر للدفاع عن اسم إنجلترا القديم وعالمها. أثيرت جميع أنواع الاعتراضات القانونية: يجب تجديد جميع القوانين وإعادة التفاوض على جميع المعاهدات. بالنسبة لجيمس، الذي اقتصرت تجربته في البرلمانات على التنوع الإسكتلندي شبه الإقطاعي المدار على مراحل، فإن الثقة بالنفس - والصلابة - للنسخة الإنجليزية، التي كانت لديها خبرة طويلة في إزعاج الملوك، كانت بمثابة صدمة واضحة. قرر أن يتجاهل القضية برمتها من خلال توليه من جانب واحد لقب ملك بريطانيا العظمى من خلال إعلان يتعلق بملوك الملك ستايل في 20 أكتوبر 1604 معلنًا.

## معارضة الاتحاد
كانت هناك دلائل مبكرة في اسكتلندا على أن الكثيرين رأوا خطر «أن ينجذب الأصغر إلى الأكبر»، كما توقع هنري السابع ذات مرة. مثال أمام عيون الاسكتلنديين كان حالة أيرلندا، مملكة بالاسم، لكنها - منذ 1601 - أمة خاضعة في الممارسة. كانت العلاقة غير المتكافئة بين اسكتلندا وإنجلترا واضحة قبل عقد من الزمان على الأقل. في عام 1589، لجأ فرانشيسكو دي كويلار، الناجي من حطام سفينة من الأسطول الإسباني، إلى اسكتلندا، حيث سمع أن الملك الإسكتلندي «يحمي جميع الإسبان الذين وصلوا إلى مملكته، وألبسهم، ومنحهم ممرات إلى إسبانيا». ومع ذلك، بعد محنته التي استمرت ستة أشهر داخل المملكة، خلص إلى أن «ملك اسكتلندا ليس أحدًا: كما أنه لا يمتلك سلطة أو منصب ملك: وهو لا يتحرك خطوة، ولا يأكل لقمة، لا وسام الملكة (إليزابيث الأولى)».
جون راسل، المحامي والكاتب، وهو متحمس مبدئي لـ «أونيون السعيد والسعادة بين عوالم أسكتلندا وإنجلاند»، حذر جيمس لاحقًا
وردد البرلمان الاسكتلندي هذه المخاوف. كان أعضاؤها يخبرون الملك بأنهم «واثقون» من أن خططه لتأسيس اتحاد لن تمس بالقوانين والحريات القديمة في اسكتلندا؛ لأي ضرر من هذا القبيل يعني أنه «لم يعد من الممكن أن تكون مملكة زريعة». حاول جيمس طمأنة رعاياه الإنجليز الجدد بأن الاتحاد الجديد سيكون شبيهاً إلى حد كبير بالاتحاد بين إنجلترا وويلز، وأنه إذا رفضت اسكتلندا «فإنه سيُجبر موافقتهم، بوجود حزب أقوى هناك من الطرف الآخر للمتمردين». في يونيو 1604، أصدر البرلمانان الوطنيان قوانين بتعيين المفوضين لاستكشاف إمكانية «اتحاد أكثر كمالا». أنهى جيمس الجلسة الأخيرة لبرلمانه الأول بتوبيخ خصومه في مجلس العموم - «هنا كل الأشياء مشكوك فيها ... إنه يستحق أن يُدفن في قاع البحر الذي لا يفكر إلا في الانفصال، حيث كان الله جعل مثل هذا الاتحاد».
أحرزت مفوضية الاتحاد بعض التقدم المحدود في قضايا منفصلة مثل قوانين الحدود المعادية والتجارة والمواطنة: كان من المقرر أن تصبح الحدود «المناطق الوسطى». أثبتت التجارة الحرة أنها مثيرة للجدل، وكذلك قضية الحقوق المتساوية أمام القانون. تم التعبير عن مخاوف صراحة في برلمان وستمنستر من أن الوظائف الإنجليزية ستتعرض للتهديد من قبل جميع الفقراء في مملكة اسكتلندا، الذين «سوف يقتربون، ويتدفقون هنا في مثل هذه الجماهير، ومن المحتمل جدًا أن ينتج عن ذلك الموت والندرة.». لم يتم تحديد الوضع الدقيق لمنصب ما بعد ناتي، أولئك الذين ولدوا بعد اتحاد مارس 1603، من قبل البرلمان، ولكن في المحاكم من خلال قضية كالفين (1608)، التي وسعت حقوق الملكية لجميع رعايا الملك في القانون العام الإنجليزي.
العداء الوطني
شق الأرستقراطيون الاسكتلنديون وغيرهم من الباحثين عن مكان طريقهم إلى لندن للتنافس على مناصب عليا في الحكومة. بعد عدة سنوات كتب السير أنتوني ويلدون ذلك
في أكتوبر 1605، أشار سفير البندقية في لندن إلى أن «مسألة الاتحاد ستُسقط، وأنا متأكد من أن جلالة الملك يدرك جيدًا الآن أنه لا يمكن تنفيذ أي شيء، حيث أظهر كلا الجانبين عنادًا لدرجة أن التسوية مستحيلة؛ وهكذا جلالة الملك عازم على التخلي عن السؤال في الوقت الحاضر، على أمل أن الوقت قد يستهلك روح الدعابة».

## رموز الاتحاد
ابتكر الملك جيمس معاطف جديدة للأسلحة وعملة موحدة. ثبت أن إنشاء علم وطني مثير للجدل، والتصميمات المقبولة من جانب ما تسيء إلى الآخر. أعلن جيمس أخيرًا عن علم الاتحاد الجديد في 12 أبريل 1606: سعى الأسكتلنديون الذين رأوا فيه صليب سانت جورج متراكبًا على سانت أندروز سالتير إلى إنشاء تصميم «سكوتش» الخاص بهم والذي شهد حدوث التراكب العكسي. (تم استخدام هذا التصميم في اسكتلندا حتى عام 1707.) لسنوات بعد ذلك استمرت سفن الدولتين في رفع «أعلام» كل منهما، على الرغم من الإعلان الملكي. دخل علم الاتحاد فقط في الاستخدام الشائع تحت محمية كرومويل. Protectorate.

شعار إسكتلندا of the مملكة اسكتلندا, 1565–1603.
.أسلحة مملكة إنجلترا، 1558-1603
.أسلحة مملكة أيرلندا، Arms [الإنجليزية] of the مملكة أيرلندا, 1541–1603.
أسلحة مملكة اسكتلندا ، 1603-1707
أسلحة مملكة إنجلترا ومملكة أيرلندا ، 1603-1707.
علم مملكة اسكتلندا.
علم مملكة إنجلترا.
استخدم علم الاتحاد في مملكة اسكتلندا من أوائل القرن السابع عشر حتى عام 1707.
علم الاتحاد المستخدم في مملكة إنجلترا ، 1606-1707.
وردة تيودور تضاءلت مع الشوك الاسكتلندي ، استخدم جيمس هذا الجهاز كشارة ملكية.